# 夏亨狩猎行宫
夏亨狩猎行宫（德語：Königshaus am Schachen）是德国巴伐利亚州加尔米施-帕滕基兴以南10公里夏亨的一个小型行宫，由路德维希二世建于1869-1872年。它只能从埃尔毛或是加尔米施-帕滕基兴远足三到四小时前往，可以看到楚格峰的风景。

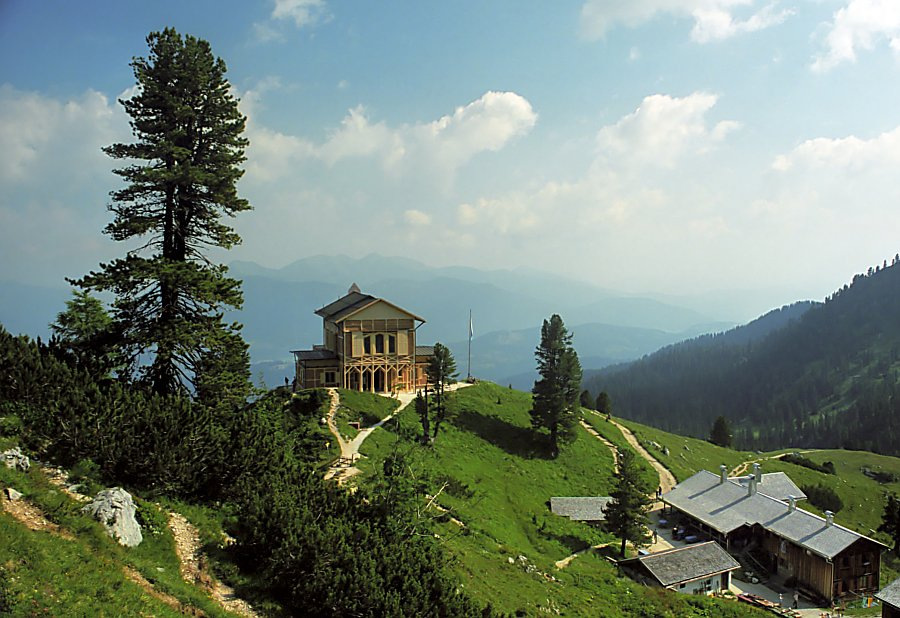

夏亨狩猎行宫建于1869-1872年，由建筑师乔治·冯·多尔曼设计。它通常被称为狩猎小屋，但是路德维希从未将它用于此用途，而是在此庆祝生日和周年庆典。 在路德维希建造的宫殿中，该建筑是最不知名的。一个房间（称为“土耳其室”）占据城堡的整个上层，按照东方时尚精心装饰。 奢侈的楼上与朴素的底楼和外观形成鲜明对照。